# Philodromus pardalis
Philodromus pardalis es una especie de araña cangrejo del género Philodromus, familia Philodromidae. Fue descrita científicamente por Muster & Bosmans en 2007.

## Distribución
Esta especie se encuentra en Europa (Portugal, España) y el norte de África (Argelia a Egipto).